# Travnik, Loški Potok
Travnik je naselje v Občini Loški Potok.